# The Illinois
The Illinois est un projet de gratte-ciel décrit par l'architecte Frank Lloyd Wright dans son livre A Testament, en 1956. Prévu pour être construit à Chicago et d'une hauteur de 1 730 mètres (1 610 sans son antenne), il aurait été le plus haut gratte-ciel du monde. Les concepteurs du Burj Khalifa (plus haut gratte-ciel au monde depuis 2010) s'en sont inspirés.

## Sources
- (en) Cet article est partiellement ou en totalité issu de l’article de Wikipédia en anglais intitulé « The Illinois » (voir la liste des auteurs).